# جيم هايس
جيم هايس (بالإنجليزية: Jim Heise)‏ هو لاعب كرة قاعدة أمريكي، ولد في 2 أكتوبر 1930 في سكوتدالي في الولايات المتحدة، وتوفي في 21 أبريل 2011 في أورلاندو في الولايات المتحدة.

## وصلات خارجية
- جيم هايس على موقعبيزبول رفرنس.كوم (الدوري الرئيسي) (الإنجليزية)
- جيم هايس على موقعبيزبول رفرنس.كوم (الدوري الثانوي) (الإنجليزية)